# Батта, Пьер
Пьер Жак Батта (фр. Pierre Jacques Batta, нидерл. Petrus Jacobus Batta; 8 августа 1793, Маастрихт — 20 ноября 1876, Брюссель) — бельгийский музыкальный педагог и виолончелист.
После службы в 54-м пехотном полку французской армии посвятил себя музыке. С 1821 г. преподавал сольфеджио, затем виолончель в Брюссельской консерватории. Причислялся к ведущим исполнителям страны. Концертировал в Париже — в частности, в 1835 г. исполнил фортепианное трио Йозефа Майзедера вместе с Генрихом Эрнстом и Шарлем Валантеном Альканом.
Пьеру Батта принадлежала одна из лучших скрипок Джузеппе Гварнери, так называемых «королевских», перешедшая затем в коллекцию Иоганна Кнопа.
Трое сыновей Батта также стали музыкантами: Александр Батта — виолончелистом, Жан Лоран Батта (1817—1880) — пианистом, Жозеф Батта (1819—1892) — скрипачом.
Член-корреспондент Гентского Королевского общества искусств и литературы.